# Tangará da Serra
Tangará da Serra es un municipio del estado de Mato Grosso en la Región Centro-Oeste de Brasil.